# SSE
SSE (Streaming SIMD Extensions) са специални SIMD инструкции, които дават възможност за едновременна обработка на четири 32-битови числа с плаваща запетая. SSE инструкциите са част от x86 процесорната архитектура.
За повече информация, виж x86 (SSE).